# رنوی
رنوی (به هلندی: Rhenoy) یک منطقهٔ مسکونی در هلند است که در خلدرمالسن واقع شده‌است. رنوی ۶۷۰ نفر جمعیت دارد.